# Strymon favonius
Strymon favonius är en fjärilsart som beskrevs av Jean Baptiste Boisduval 1833. Strymon favonius ingår i släktet Strymon och familjen juvelvingar. Inga underarter finns listade i Catalogue of Life.